# Rue Henri-François Moreels
La rue Henri-François Moreels est une rue bruxelloise de la commune d'Auderghem dans le quartier du Transvaal qui relie le square Antoine Van Lindt avec la rue Albert Meunier sur une longueur de 50 mètres.

## Historique et description
La plus courte des rues de la première cité-jardin d’Auderghem. 
Le 4 décembre 1922, le collège décida de baptiser les quatre nouvelles rues et la petite place de la cité-jardin du nom de soldats auderghemois tués au front pendant la Première Guerre mondiale. 
Le nom de la rue vient du soldat Henri-François Moreel, né le 19 décembre 1892 à Ixelles, tué le 28 septembre 1918 à Passendale lors de la Première Guerre mondiale. Il était domicilié en la commune de Auderghem.
- Premier permis de bâtir délivré le 11 juillet 1929 pour les maisons numéros 4 et 5 à la société Habitations et Logements à Bon Marché.